# Monteniggers
Монтенигерс (енгл. Monteniggers) био је црногорски хип-хоп бенд из Котора. Постојао је од 1994. до 1999. године. Чланови су били Игор Лазић Нигор (наступао као Лаки бој), Душко Николић (Дука) и Небојша Савељић (Небо, Скај), брат бившег југословенског фудбалског репрезентативца Нише Савељића.
Почеци Монтенигерса датирају 1988. када је основан бенд Brake Boys, који годину дана касније мења име у "AE: TELL ME". Душко Николић се недуго затим разболео и више није могао да наступа, али је зато писао текстове за групу.
Први запажени наступ као група Монтенигерс имали су у лето 1996. године, на 96. Радијском фестивалу наступају са песмом Мала плава, где су одмах освојили симпатије публике. Те исте године издају албум Тајна маренда. Као култни хит са првог албума Монтенигерса издваја се песма Ducka diesel која је проглашена за Песму године 1996. Душко Николић је преминуо од леукемије недуго након издавања албума, а Игор Лазић Нигор и Небојша Савељић снимају песму Вољели би да си ту, коју су посветили преминулом члану бенда и пријатељу.
Други албум Allboom (илити Албум) издају 1998. године, док наредне године избацују песму Со и текила, која је постала велики хит. Снимили су и рекламу 1997. године за једну београдску робну кућу.
Дана 31. октобра 1999. године, Небојша "Небо" Савељић је погинуо у саобраћајној незгоди на магистралном путу Подгорица — Цетиње. Тај трагични догађај довео до краја бенда Монтенигерс, али подстакао Игора Лазића да са у то време са мало познатим певачем Владом Георгијевим сними дуетску песму Не брже од живота, посвећену Небојши. Након тога је организовао фондацију „Скај заувек” (енгл. Sky forever) чији је циљ покретање, предузимање и финансирање друштвених активности ради стварања услова за повећање безбедности у саобраћају.
Вероватно најпознатија песма им је Со и текила, међутим закључно са 21. августом 2022. године песма Ај ај (па се кроз град зајебај) има највише прегледа на Јутјубу.

## Албуми
- Тајна маренда (1996)
- Allboom (1998)

## Спотови
- Психо (1996)
- Бљумп (1996)
- Дука Дизел (1996)
- Со и текила (1997)
- Ај ај (па се кроз град зајебај) (1998)
- Тако ти је како ти је (1998)